# 新田塚駅
新田塚駅（にったづかえき）は、福井県福井市新田塚二丁目にある、えちぜん鉄道三国芦原線の駅である。駅番号はE30。

## 歴史
- 1928年（昭和3年）12月30日：三国芦原電鉄の福井口 - 芦原（現・あわら湯のまち駅）間開業に伴い[2][3]、駅開設[1][4]。
- 1942年（昭和17年）8月1日：三国芦原電鉄が京福電気鉄道（京福）と合併[5]。同社の三国芦原線の駅となる[3]。
- 1967年（昭和42年）4月7日：貨物取扱を廃止[6]。
- 1975年（昭和50年）6月1日：駅業務を委託化[6]。
- 2001年（平成13年）6月24日：京福越前本線で列車正面衝突事故が発生（京福電気鉄道越前本線列車衝突事故）[7]。これに伴う全線運行休止により休業[6][8]。
- 2003年（平成15年）
  - 2月1日：京福がえちぜん鉄道に駅施設を譲渡[8]。同社の三国芦原線の駅となる[4]。
  - 7月20日：三国芦原線の福井口 - 西長田（現在の西長田ゆりの里駅）間の運行再開に伴い、営業再開[4][8]。
- 2016年（平成28年）3月27日：福井鉄道福武線との直通運転を開始[9][10][11]。同時に低床ホームを新設[9][11]。

## 駅構造
前述の福井鉄道との直通運転開始までは島式ホーム1面2線を有する地上駅であったが、低床車両専用の単式ホームが挟み込む形の3面2線の構造に変更した。出札窓口・改札口からホームへは構内踏切を渡る。駅係員は全日ではなく、一部時間帯に配置されている（平日は6:50 - 20:25、土曜休日は6:50 - 19:55、いずれも2021年時点）。
2016年の福井鉄道への直通運転開始と低床車両導入のため、既存のホームを挟み込むような形で新たに低床車両用ホームが設けられた。そのため、3面2線の配線となる。
| のりば | 路線        | ホーム     | 行先                                    |
| ------ | ----------- | ---------- | --------------------------------------- |
| 下り   | ■三国芦原線 | 低床ホーム | 鷲塚針原方面                            |
| 下り   | ■三国芦原線 | 高床ホーム | みくに方面 (あわら湯のまち・三国港方面) |
| 上り   | ■三国芦原線 | 高床ホーム | ふくい方面 (福井方面)                   |
| 上り   | ■三国芦原線 | 低床ホーム | 田原町・(福武線直通)たけふ新方面        |

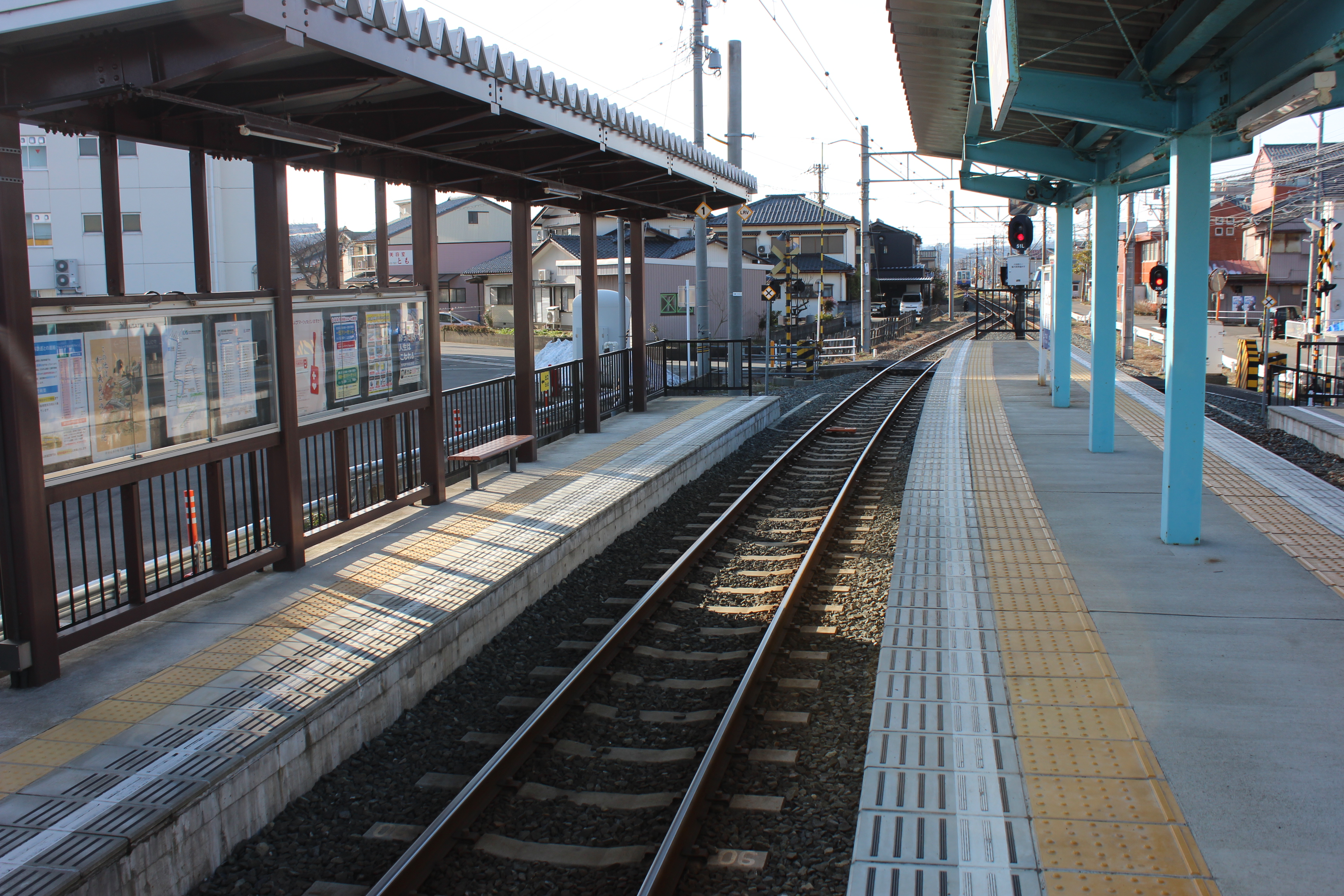
高床ホームより撮影。左側が低床ホーム。
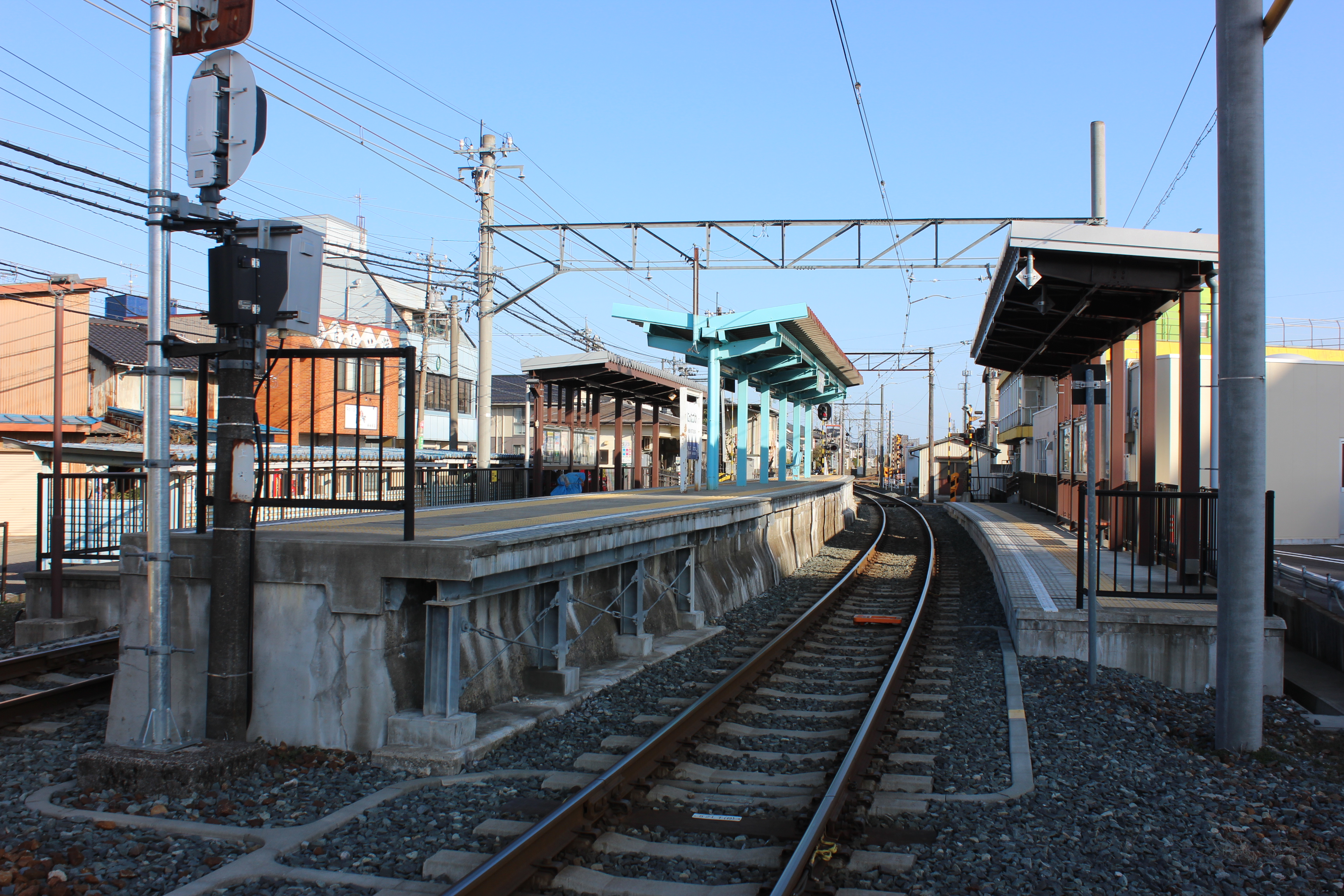
駅構外より撮影。左側が高床ホーム、右側が低床ホーム。

## 利用状況
1日の平均乗降人員は以下のとおりである。
| 乗降人員推移 | 乗降人員推移 |
| 年度         | 1日平均人数  |
| ------------ | ------------ |
| 2011年       | 475          |
| 2012年       | 457          |
| 2013年       | 478          |
| 2014年       | 475          |
| 2015年       | 444          |
| 2016年       | 489          |
| 2017年       | 517          |
| 2018年       | 550          |

## 駅周辺
福井市街地のほぼ北西端に位置し、駅本屋のある西側は閑静な住宅地の先に田園風景が広がっている。東側には民間総合診療所、および関連の建物が連なっている。
駅名や地名は、駅から南東400mに位置する燈明寺畷新田義貞戦歿伝説地に由来するが、戦歿伝説地へは八ツ島駅からの方が近い。
- 新田塚駅バス停留所
  - 福井市乗合タクシー「高屋ルート」バロー新田塚店行き、二日市第2行き
  - ケイカン交通「春江・新田塚線」バロー新田塚店行き、安沢行き
- 福井総合クリニック
- セーレン新田塚工場
- 福井市明新小学校

## 隣の駅
えちぜん鉄道
■三国芦原線
□快速（上りのみ）・■普通（福武線直通列車のみ）
八ツ島駅 (E29) - 新田塚駅 (E30) - 鷲塚針原駅 (E32)
■普通
八ツ島駅 (E29) - 新田塚駅 (E30) - 中角駅 (E31)